# Чульбаткан (месторождение)
Чульбаткан —  месторождение золота в пределах района имени Полины Осипенко Хабаровского края. Относится к золоторудным районам Нижнего Приамурья (Чульбат-Почельский рудно-россыпной узел Херпучи-Ваюнского рудно-россыпного района). 
Находится на правом берегу реки Амгунь (крупный приток реки Амур) в 18 км к югу от с. Удинск, с которым связано грунтовой дорогой.

## Геологическая характеристика
Месторождение Чульбаткан располагается в золоторудном районе Нижнего Приамурья, но в отличие от характерных для этого района жильных золото-кварцевых и золото-кварц-сульфидных месторождений плутоногенных формаций относится к редкому типу золоторудных месторождений в восстановленных гранитоидах. Месторождение является штокверком с неравномерно распределённой гнездово-прожилково-вкрапленной рудной минерализацией. Рудные тела являются удлинёнными, вытянутыми в северо-восточном направлении плито- и линзообразные зонами мощностью до 100 м, достаточно круто падающими к северо-западу под 40–70°. В рудных телах широко представлены брекчиевые структуры, цементом служит тонкозернистый тёмно-серый кварц или поздний карбонат. Рудные минералы присутствуют как в породе, так и в прожилках и в цементе брекчий. Промышленных концентраций других полезных ископаемых в рудах обнаружено не было, пропорция золота к серебру составляет в среднем 2:1. Наиболее распространённым рудным минералом является пирит, встречаются также халькопирит, галенит, сфалерит, блеклая руда (тетраэдрит), алтаит и самородное золото. Основными нерудными минералами, участвующими в формировании руд месторождения,являются кварц и карбонат. 
Руда на месторождении неупорная, золото в руде свободное, некрупное, несвязанное с сульфидами.

## История открытия и подготовки к разработке
Месторождение Чульбаткан было обнаружено в середине 1980-х гг. Херпучинской геологоразведочной партией, которая проводила геологическую съёмку масштаба 1:50 000. Поисковое доизучение, оценка и разведка месторождения проходили в 2013–2016 гг. за счёт средств частных инвесторов — ООО «Третья ГГК», входившего в группу N-Mining и получившего первую лицензию на разработку месторождения.
В феврале 2017 года государственной комиссией по запасам было утверждено технико-экономическое обоснование временных кондиций. На баланс ООО «Третья ГГК» в 2018 году были поставлены ресурсы по категории C1+C2 в объёме 20,7 млн. тонн руды и 32,8 тонн золота при среднем содержании 1,58 г/т.

## Владельцы месторождения
В 2016 году первым владельцем месторождения стало ООО «Третья ГГК», дочерняя компания группы N-Mining.
В августе 2019 года ООО «Третья ГГК» вместе с его лицензией было выкуплено у N-Mining крупной международной компанией Kinross Gold. 
На момент сделки Kinross Gold имела канадскую юрисдикцию, входила в десятку крупнейших золотодобывающих компаний мира и владела проектами в Бразилии, Чили, Гане, Мавритании, России и США. В России у Kinross уже было два актива - месторождения на Чукотке Купол и Двойное. Общая сумма сделки составила $283 млн, из них $113 млн было выплачено в денежной форме, а ещё $170 млн - акциями Kinross. Также N-Mining было предоставлено право на долю в финансовом результате, эквивалентную роялти с чистого дохода (NSR) 1,5%, и на условное вознаграждение, привязанное к увеличению запасов месторождения.
В 2022 году Kinross Gold продала за $340 млн компании Highland Gold все свои российские активы, включающие месторождения Чульбаткан, Купол и Двойное, ряд геологоразведочных площадей и объекты производственной инфраструктуры.
Через несколько дней после закрытия этой сделки в июне 2022 года Highland Gold продала месторождение Чульбаткан за $140 млн компании «Полюс». Причиной продажи была названа необходимость существенных вложений в месторождение. Пресса называла в качестве бенефициара компании N-Mining, которая была первым владельцем месторождения, Евгения Иванова, одного из бывших директоров именно «Полюса».

## Технология добычи
Разработанная ООО «Третья ГГК» технология включает дробление руды, формирование рудного штабеля, кучное выщелачивание, сорбцию благородных металлов на активированный уголь, десорбцию благородных металлов с последующим электролизом золота, реактивацию обеззолоченного угля и обезвреживание дебалансных растворов.

## Инвестиции
Первый владелец Чульбаткана ООО «Третья ГГК» в мае 2018 года оценивала объём инвестиций в строительство ГОКа в 2 млрд руб.
Канадская компания Kinross Gold (Канада), которая в 2020 году стала вторым по счёту владельцем месторождения, оценивала на тот момент объём инвестиций для запуска проекта в $500 млн, в том числе $10 млн в начальное разведочное бурение.
Компания «Полюс», ставшая владельцем Чульбаткана в конце 2024 года, предварительно планировала вложить $600–800 млн. После окончания строительства, намеченного на 2029 год, золото-извлекающая фабрика (ЗИФ) будет перерабатывать до 10 млн т руды и выпускать 0,3 млн унций золота в год при общих запасах в 3 млн унций.